# Éric Clua
 (avril 2025).
Motif : Aucune source centrée pour démontrer la notoriété.
- Archive Wikiwix
- Bing
- Cairn
- DuckDuckGo
- E. Universalis
- Gallica
- Google
- G. Books
- G. News
- G. Scholar
- Persée
- Qwant
- (zh) Baidu
- (ru) Yandex
- (wd) trouver des œuvres sur Wikidata

| 1. | Préciser le motif de la pose du bandeau. | Précisez le motif de la pose du bandeau en utilisant la syntaxe suivante : {{admissibilité à vérifier\|date=avril 2025\|motif=remplacez ce texte par le motif}}                |
| 2. | Informer les utilisateurs concernés.     | Pensez à avertir le créateur de l'article, par exemple, en insérant le code ci-dessous sur sa page de discussion : {{subst:avertissement admissibilité à vérifier\|Éric Clua}} |

 (juin 2021).
Si vous disposez d'ouvrages ou d'articles de référence ou si vous connaissez des sites web de qualité traitant du thème abordé ici, merci de compléter l'article en donnant les références utiles à sa vérifiabilité et en les liant à la section « Notes et références ».
Éric Clua, né en 1964, est un vétérinaire français qui s'intéresse à l'apnée et aux requins.

## Biographie
Un stage de vétérinaire entre 1991 et 1994 à la Dominique lui permet d'étudier le nourrissage des porcs à partir de déchets des bananeraies,. En Mauritanie, ensuite, il travaille sur les oiseaux du parc national du banc d'Arguin dont il étudie aussi les poissons[réf. nécessaire].
Fonctionnaire du ministère de l'Agriculture, il effectue, tardivement, une thèse de doctorat de l'École pratique des hautes études (EPHE) sur les poissons de Nouvelle-Calédonie de 2001 à 2004[réf. nécessaire]. Après un bref retour au ministère de l'Agriculture à Paris, il est nommé coordinateur d'un programme orienté vers la protection et la gestion durable des récifs coralliens dans le Pacifique (CRISP) financé par l'Agence française de développement [réf. nécessaire], basé au secrétariat de la Communauté du Pacifique de 2005 à 2010. Il est ensuite affecté en Polynésie française en tant que conseiller scientifique du haut-commissaire de la République entre 2012 et 2016[réf. nécessaire].
Il est recruté comme directeur d'études par l'EPHE fin 2016 et est actuellement[évasif] en poste à Perpignan à l'unité de service et de recherche CRIOBE[Quoi ?] où il s'intéresse à l'écologie comportementale des requins[réf. nécessaire].

## Contributions télévisuelles
- 2003 : cadreur sous-marin pour : Vautours des mers – Documentaire TV (52’). Production : Saint Thomas Production & CANAL+ & Discovery channel – Diffusion : ARTE France.
- 2009 : acteur dans : Un Océan, des dizaines d'îles et un peuple – Documentaire TV (52’)- Réalisateur : Philippe Freling – Production : Merapi Production& RFO – Diffusion : France Ô.

## Films
- 2002 : A bout de souffle. Documentaire de 20 min qui a obtenu la palme d’or (catégorie court-métrage) au Festival Mondial de l'Image sous-marine d’Antibes en 2002.
- 2006 : La chasse au service du lagon. Documentaire TV (52 min) - Production : Grand Angle – Diffusion : Seasons.
- 2009 : Corail à tout prix. Documentaire TV (26 min) - Production : Nouvelle-Calédonie Première – Diffusion : France Ô.
- 2010 : Petit poisson deviendra grand. Documentaire TV (26 min) - Production : Nouvelle-Calédonie Première – Diffusion : France Ô.
- 2010 : L'île au dollar fish. Documentaire TV (26 min) - Production : Nouvelle-Calédonie Première – Diffusion : France Ô.
- 2011 : Chesterfield : oasis de la Mer de Corail avec C. Pétron – Documentaire TV (52 min) - Production : Cinémarine Polynésie – Diffusion : ARTE Allemagne et Ushuaïa TV.
- 2012 : La passe de tous les dangers – Documentaire TV (52 min) - Production : Cinémarine Polynésie – Diffusion : Planète Thalassa.
- 2013 : Plasticos. Film humoristique de 5 min qui a obtenu le prix du jury au Festival Mondial de l'Image sous-marine de Marseille en 2013[réf. nécessaire].